# Theridion archeri
Theridion archeri là một loài nhện trong họ Theridiidae.
Loài này thuộc chi Theridion. Theridion archeri được Herbert Walter Levi miêu tả năm 1959.